# Łebjaże (rejon czuhujewski)
Łebjaże (ukr. Леб'яже) – wieś na Ukrainie, w obwodzie charkowskim, w rejonie czuhujewskim. W 2022 liczyła 208 mieszkańców.